# Hochstatt
Hochstatt ist eine französische Gemeinde mit 2175 Einwohnern (Stand 1. Januar 2022) im Département Haut-Rhin in der Region Grand Est (bis 2015 Elsass). Sie gehört zum Arrondissement Altkirch, zum Kanton Altkirch und zum Gemeindeverband Sundgau.

## Geografie
Die Gemeinde Hochstatt liegt im Sundgau, sieben Kilometer südwestlich des Stadtzentrums von Mülhausen im Tal des Flusses Ill.
Nachbargemeinden von Hochstatt sind Morschwiller-le-Bas im Norden, Brunstatt-Didenheim im Nordosten, Zillisheim im Südosten, Frœningen im Süden, Galfingue im Westen sowie Heimsbrunn im Nordwesten.

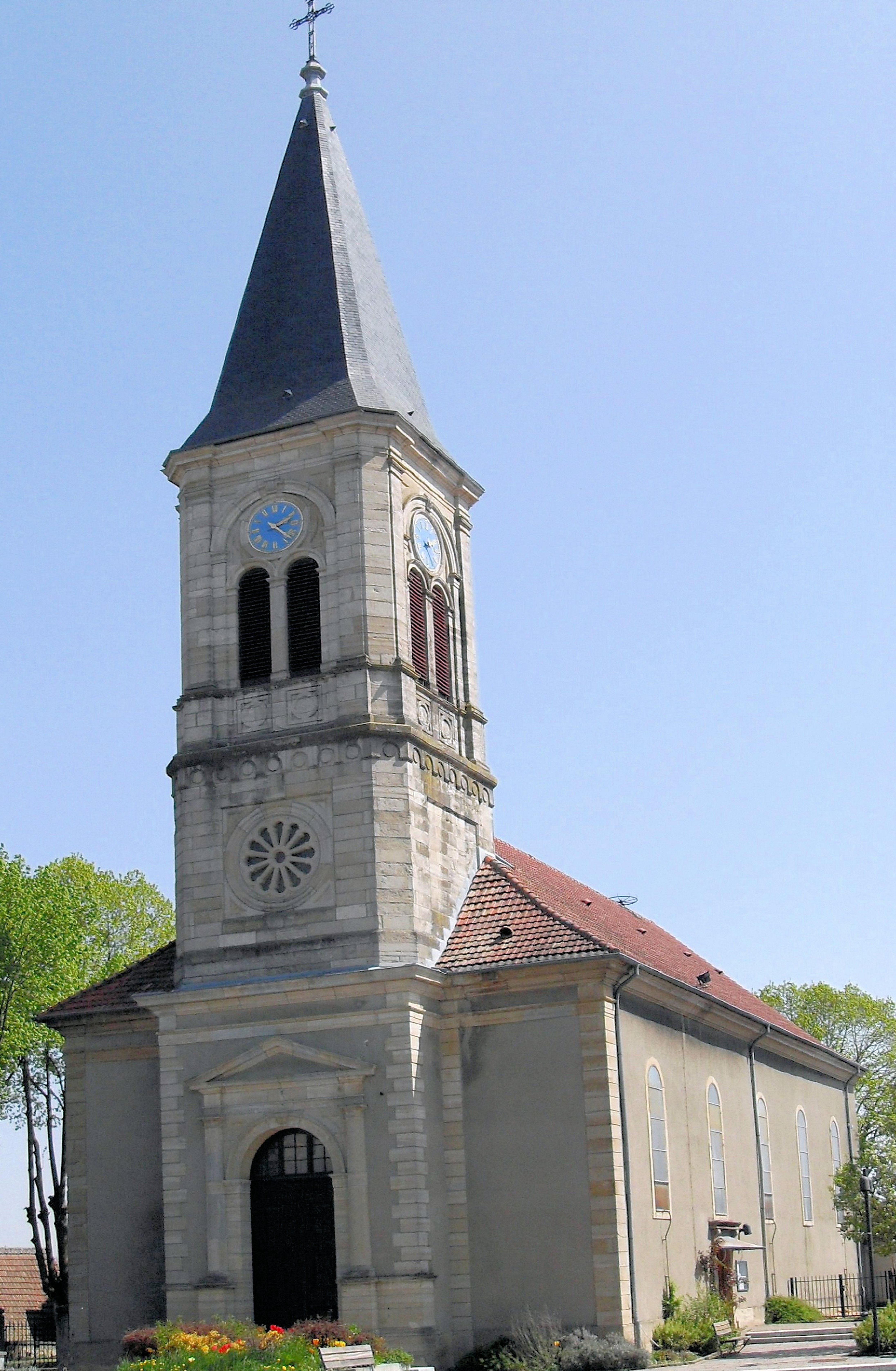
Kirche St. Peter und Paul
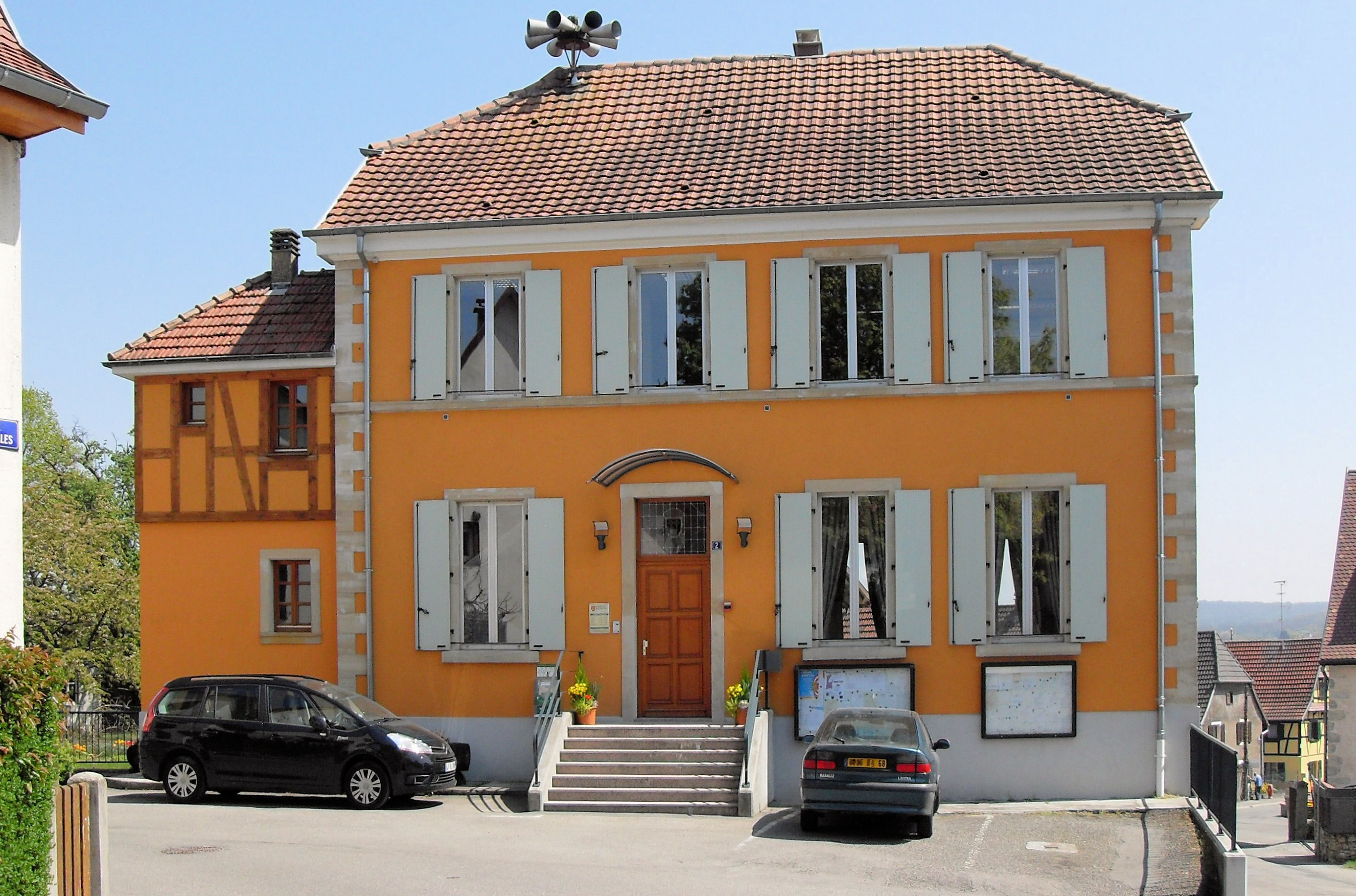
Rathaus
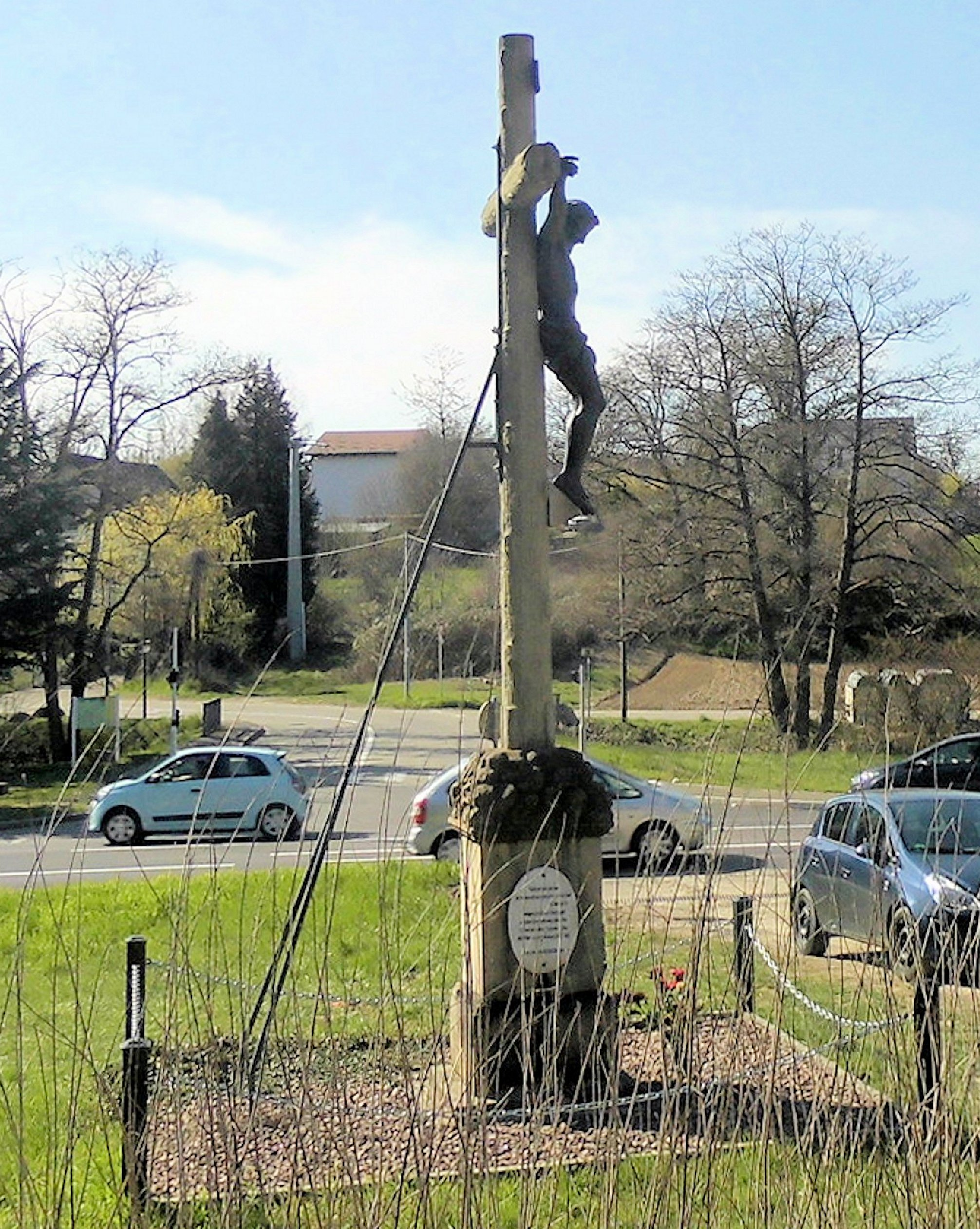
Wegkreuz

## Bevölkerungsentwicklung
| Jahr      | 1962 | 1968 | 1975 | 1982 | 1990 | 1999 | 2006 | 2018 |
| --------- | ---- | ---- | ---- | ---- | ---- | ---- | ---- | ---- |
| Einwohner | 1113 | 1168 | 1576 | 1913 | 1831 | 1876 | 2053 | 2169 |